# ژان-پیر فیالا
ژان-پیر فیالا (فرانسوی: Jean-Pierre Fiala‎؛ زادهٔ ۲۲ آوریل ۱۹۶۹) بازیکن فوتبال اهل کامرون بود.
از باشگاه‌هایی که در آن بازی کرده‌است می‌توان به باشگاه فوتبال پرسیجا جاکارتا، باشگاه فوتبال استاد برستوا ۲۹، و باشگاه فوتبال لاریسا اشاره کرد.
وی همچنین در تیم ملی فوتبال کامرون بازی کرده‌است.